# Coendou roosmalenorum
Coendou roosmalenorum är en gnagare i familjen trädpiggsvin som först beskrevs av Voss & da Silva 2001. Den listas ibland i släktet Sphiggurus. Arten är uppkallad efter primatologen och naturforskaren Marc van Roosmalen och hans son Tomas som hade en individ av arten i sin samling.
Denna gnagare når en kroppslängd (huvud och bål) av cirka 29 cm och därtill kommer svansen som är lite kortare än huvud och bål tillsammans (ungefär 85 till 90 procent). Kroppens ovansida är täckt av grå eller brun päls samt av taggar som är tvåfärgade (gul med bruna spetsar) eller trefärgade (med den bruna färgen i mitten). Kännetecknande för arten är en lång svans, en undersida utan taggar i pälsen samt avvikande detaljer av skallens konstruktion. På händernas och fötternas ovansida förekommer mörkbruna hår. De två individer som blev uppmätt var med 600 respektive 800 g betydlig lättare än artens närmaste släktingar men det antas att individerna var ungdjur.
Arten förekommer i sydvästra Amazonområdet i Brasilien. Regionen är täckt av regnskog. Fram till 2015 var bara tre individer kända. En individ hölls efter upptäckten som sällskapsdjur. Coendou roosmalenorum är aktiv på natten och matas i fångenskap med frön och frukter. IUCN listar arten med kunskapsbrist (DD).